# Cantatorium
Cantatorium (latinsky cantare = „zpívat“) byly sólově přednášené zpěvy mešní liturgie, tedy výňatek z graduále, zapsané asi od konce 7., resp. počátku 8. do 13. století ve zpěvníku. V pozdním středověku obsahoval také tropy a sekvence a také mimobiblické církevní zpěvy. Mezi nejslavnější příklady cantatorií patří Svatohavelský kodex 359 (Codex Sangallensis 359) z 10. století, uložený v knihovně svatohavelského kláštera.
Z počátku 11. století pocházejí cantatoria sepsaná v klášteře sv. Emmerama v Řezně, jež jsou dnes uchována v Bavorské státní knihovně v Mnichově pod označením clm 14083 a clm 14322.
Jako Cantatorium (S. Huberti) se označuje také kronika od svatého Huberta (Chronicon monasterii Andaginensis).